# Ismail Asif Waheed
Ismail Mohamed Asif Waheed (ur. 13 sierpnia 1968) – malediwski lekkoatleta, olimpijczyk.
Reprezentował Malediwy w biegu na 100 metrów, biegu na 200 metrów oraz sztafecie 4 × 100 metrów na Letnich Igrzyskach Olimpijskich 1988, które odbyły się w Seulu. We wszystkich konkurencjach odpadł w fazie eliminacji.